# 2163 Korczak
2163 Korczak este un asteroid din centura principală, descoperit pe 16 septembrie 1971 de Observatorul din Crimeea.